# Eduard Gritsun
Eduard Viacheslavovich Gritsun (en ruso: Эдуард Вячеславович Грицун; Rostov del Don, 4 de febrero de 1976) es un deportista ruso que compitió en ciclismo en las modalidades de pista, especialista en la prueba de persecución por equipos, y ruta.
Participó en dos Juegos Olímpicos de Verano, en los años Atlanta 1996 y 2000, obteniendo una medalla de plata en Atlanta 1996 en la prueba de persecución por equipos (junto con Nikolai Kuznetsov, Alexei Markov y Anton Shantyr).
Ganó una medalla de bronce en el Campeonato Mundial de Ciclismo en Pista de 1999.

## Medallero internacional
| Juegos Olímpicos   | Juegos Olímpicos          | Juegos Olímpicos  | Juegos Olímpicos        |
| Año                | Lugar                     | Medalla           | Competición             |
| ------------------ | ------------------------- | ----------------- | ----------------------- |
| 1996               | Atlanta ( Estados Unidos) | Medalla de plata  | Persecución por equipos |
| Campeonato Mundial |                           |                   |                         |
| Año                | Lugar                     | Medalla           | Competición             |
| 1999               | Berlín ( Alemania)        | Medalla de bronce | Persecución por equipos |